# Saif al-Islam al-Qadhafi
Saif al-Islam Moammar al-Qadhafi (Arabisch: سيف الإسلام القذافي, vertaling voornaam: Zwaard van de Islam) (Tripoli, 25 juni 1972) is een Libisch politicus. Hij is de tweede zoon van de voormalige Libische leider Moammar al-Qadhafi, die in oktober 2011 werd gedood en gold als diens verwachte opvolger. In augustus 2011 sloeg hij op de vlucht en hij werd op 19 november dat jaar opgepakt. In juni 2017 werd hij weer vrijgelaten.

## Loopbaan
Al-Islam studeerde in Wenen en aan de London School of Economics, waar hij een doctorsgraad behaalde. Tegelijk schonk zijn goededoelenstichting grote bedragen aan de LSE, en vloog directeur Howard Davies naar Tripoli om daar adviesopdrachten te verrichten voor de regering. Toen dit tijdens de Arabische lente bekend werd, moest Davies op 3 maart 2011 zijn functie neerleggen.
Saif trok in de media meermaals de aandacht door prowesterse uitspraken. In 2007 gaf hij toe dat de vrijgelaten Bulgaarse verpleegsters en de Palestijnse arts die werden veroordeeld in de Libische hiv-zaak zijn gefolterd in de periode dat zij daar gevangen zaten. Ook wordt hij gezien als de architect van de politieke toenadering tussen Libië en de westerse wereld.
Tijdens de 37e verjaardag van de staatsgreep tegen koning Idris I, waarbij de Libische Socialistische Volksrepubliek werd uitgeroepen, zei Saif al-Islam dat het tijd was 'om het revolutionaire tijdperk af te sluiten en om daadwerkelijk een moderne staat uit te bouwen'.
In 1999 lanceerde Qadhafi "Isratine" (een samentrekking van Israël en Palestina), een politiek model voor één staat waarin Palestijnen en Israëliërs vreedzaam naast elkaar leven en op politiek niveau evenveel macht moeten hebben.

## Opstand in Libië
In 2011 speelde hij een belangrijke rol bij het neerslaan van de opstand in Libië. Het Internationaal Strafhof in Den Haag (ICC) besloot op 27 juni 2011 een internationaal arrestatiebevel tegen hem, zijn vader en zijn oom Abdullah al-Senussi uit te vaardigen, wegens grootschalig geweld tegen de burgerbevolking hierbij.

### Na de val van Tripoli
Op 21 augustus van dat jaar meldden opstandelingen dat hij was opgepakt nadat zij Tripoli grotendeels hadden ingenomen. Het ICC bevestigde dit bericht. Op 23 augustus werd echter duidelijk dat hij op vrije voeten was. Op 19 september meldde de Nationale Overgangsraad dat zijn strijders Saif hadden gesignaleerd in de door hen belegerde stad Bani Walid en dat ze de stad spoedig zouden innemen.
Op 20 oktober 2011, de dag dat zijn vader was gedood, werd door de Overgangsraad opnieuw gemeld dat hij was gearresteerd, waarbij hij gewond zou zijn geraakt. Er deden echter verschillende berichten de ronde over zijn lot, van zijn dood tot een al dan niet geslaagde poging om te vluchten naar Niger. Een Syrisch tv-station meldde dat hij op vrije voeten was en de leiding had over de troepen die loyaal waren aan zijn vader. Hij zou zich in de woestijnen rond Ghat bevinden, waar hij de steun zou hebben van de troepen van zijn vader en de Touaregs. In een één minuut durende toespraak op een Syrisch tv-station zei hij dat hij de strijd tegen de Nationale Overgangsraad zou voortzetten. Volgens leden van de Overgangsraad zou hij echter naar het buitenland willen vluchten om zich aan te geven bij het Internationaal Strafhof. Op 28 oktober 2011 werd zowel door de NTC als door een leider van het Touaregvolk van Niger bericht dat Saif al-Islam in Niger was. Hij zou zowel met het Strafhof onderhandelen (via tussenpersonen) over zijn uitlevering als de mogelijkheid bekijken om in Zimbabwe terecht te komen, een land dat niet aan dit hof uitlevert.

### Arrestatie en gevangenschap
Op 19 november 2011 liet de Overgangsraad weten dat Saif al-Islam gearresteerd was bij de stad Obari in het zuidwesten van Libië. Vervolgens werd hij per vliegtuig overgebracht naar Zintan. Van de gearresteerde Qadhafi, zittende in het vliegtuig, werden beelden getoond. Tijdens dit transport ontkende hij tegenover persbureau Reuters (indirect) contact te hebben gehad met het ICC. Hoofdaanklager Luis Moreno-Ocampo van het Strafhof bracht kort na de arrestatie een bezoek aan Libië om te spreken over de mogelijke uitlevering van Qadhafi. In Libische overheidskringen, die Qadhafi overigens niet zelf in handen hadden (hij werd  'onder huisarrest' vastgehouden door een clan in Zintan), was echter al de voorkeur aangegeven om hem in eigen land te berechten. De nieuwe autoriteiten bleven na de gesprekken bij dit standpunt en Moreno-Ocampo toonde hiervoor begrip. Er bleef echter langdurig onderhandeld worden over uitlevering en het Strafhof en Libië brachten onderling strijdige berichten hierover naar buiten. In juni 2012 liep de spanning tussen Libië en het Strafhof op door de arrestatie van vier ICC-medewerkers die Qadhafi een bezoek kwamen brengen. In augustus 2012 besloten de Libische autoriteiten dat Qadhafi in eigen land zou worden berecht. Hij liep in Libië de kans de doodstraf opgelegd te krijgen. Op 24 oktober 2013 werd hij in Libië aangeklaagd. Onder meer werd hij beschuldigd van moord en aanstichting tot verkrachting. Het proces tegen hem begon op 15 april 2014. Omdat hij steeds in Zintan werd vastgehouden, verliep de communicatie met de aangeklaagde via een videoverbinding.
Op 28 juli 2015 heeft hij de doodstraf opgelegd gekregen.

### Vrijlating en daarna
Op 6 juli 2016 werd bericht dat Qadhafi was vrijgelaten in het kader van een amnestieregeling. Een dag later werd dit bericht tegengesproken. De groep die verantwoordelijk was voor zijn bewaking, de Abu Bakr al-Sedik Brigade, meldde dat Qadhafi op 9 juni 2017 was vrijgelaten; dit als gevolg van een amnestieregeling van het parlement in Tobruk, een van de drie parlementen die de zeggenschap over Libië claimden.
Saif al Islam al-Qadhafi stelde zich in november 2021 kandidaat voor de presidentsverkiezingen in Libië die op 24 december dat jaar gehouden hadden moeten worden. De kiescommissie sloot hem uit van deelname vanwege eerdere aanklachten voor oorlogsmisdaden, maar een rechter zette een streep door dit besluit. De verkiezingen werden echter uitgesteld, enkele dagen voordat ze gehouden zouden worden.